# Juriniopsis floridensis
Juriniopsis floridensis är en tvåvingeart som beskrevs av Townsend 1916. Juriniopsis floridensis ingår i släktet Juriniopsis och familjen parasitflugor.
Artens utbredningsområde är Florida. Inga underarter finns listade i Catalogue of Life.